# شريف حكمت النشاشيبي
شريف حكمت النشاشيبي صحفي فلسطيني، ولد بالكويت لأب مسلم فلسطيني-أردني-لبناني وأم عراقية-سورية مسيحية. درس الصحافة الدولية وعمل في عدة مؤسسات صحفية وإعلامية. شريف حكمت النشاشيبي هو رئيس وأحد مؤسسي مؤسسة أراب ميديا ووتش Arab Media Watch والتي يقع مقرها في لندن وتعمل في مجال مجال مراقبة التغطية الإعلامية البريطانية لشؤون العالم العربي. كما يتم استدعاؤه بين الفينة والأخرى للحديث في محطات التلفزة والإذاعات وعدد من الجامعات والكليات. وقد نشرت له الكثير من الكتابات والمقالات.

## وصلات خارجية
- [EN.pdf دراسة حول تغطية BBC للصراع الإسرائيلي الفلسطيني (بالإنجليزية)]